# 3201 Sijthoff
A 3201 Sijthoff (ideiglenes jelöléssel 6560 P-L) a Naprendszer kisbolygóövében található aszteroida. Cornelis Johannes van Houten,  Ingrid van Houten-Groeneveld,  Tom Gehrels fedezte fel 1960. szeptember 24-én.